# Эгнаташвили, Василий Яковлевич
Василий (Васо) Яковлевич Эгнаташвили (1888, Гори, Тифлисская губерния — после 1953) — грузинский советский государственный деятель, секретарь Президиума Верховного Совета Грузинской ССР (1938—1953).

## Биография
Представитель княжеского рода Эгнаташвили. Сын преуспевающего капиталиста. Сперва обучался в престижной московской гимназии. Высшее образование получил в университетах Киева, Харькова и Тифлиса.
С молодости участвовал в революционной деятельности. В 1913 был арестован и осуждён к административной высылке в Киев. Позже работал преподавателем литературы.
С семьей Эгнаташвили, ещё будучи грузинским революционером, поддерживал контакты Сталин. Даже после октябрьской революции семья процветала. В годы НЭПа они стали удачливыми предпринимателями, владельцами сети закусочных и ресторанов в Баку и Тифлисе. В конце 1920-х годов Васо и его брат Александр лишились своего бизнеса и были арестованы. Но Васо сумел убедить местных чиновников в том, что ему нужно поговорить в Москве со Сталиным, и направился в столицу (брат в это время продолжал сидеть в тюрьме). Благодаря посредничеству Авеля Енукидзе он был принят Сталиным, который немедленно распорядился освободить обоих братьев и направить их в Москву.
Позже работал редактором-консультантом Государственного издательства Грузинской ССР.
В 1937 вступил в ряды ВКП (б).
В 1937—1938 годах был заместителем главного редактора газеты «Коммунист».
8 июля 1938 года назначен секретарём ЦИК Грузинской ССР. До 15 апреля 1953 года — секретарь Президиума Верховного Совета Грузинской ССР.
Избирался депутатом Верховного Совета Грузинской ССР 1 и 2 созывов.
После смерти Сталина в мае 1953 был арестован, но через два месяца — освобождён. Затем работал директором Грузинского научно-исследовательского института литературы.

## Семья
- Первая жена — Елена Платоновна[2]
  - Сын — Шота, министр здравоохранения Груз. ССР, как и отец, арестован после прихода Берии к власти, позднее директор института переливания крови[3].
  - Дочь — Марика[2]
- Вторая жена — ранее секретарша В. Я. Эгнаташвили[3]
  - Сын — Яков (Коба)[3]
- Брат — Александр, повар Сталина, сотрудник НКВД-НКГБ, генерал-лейтенант (с 9 июля 1945).
- Сестра — Варвара (Барбаре), вышла замуж за главу Грузинского телеграфного агентства Бухникашвили[3].

## Награды
- орден Отечественной войны I степени
- 2 ордена Трудового Красного Знамени (в т.ч. 24.02.1941)
- медали

## Источник
- Справочник по истории Коммунистической партии и Советского Союза 1898—1991